# Octavio Antonio Beras Rojas

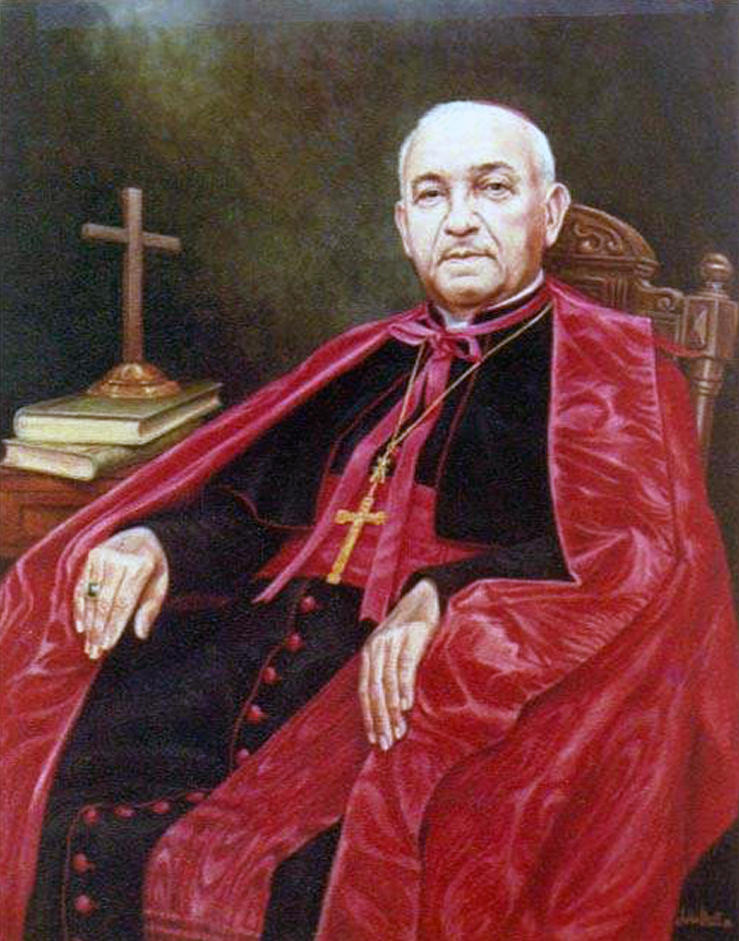
Kardinal Octavio Antonio Beras Rojas

Kardinalswappen

Signatur des Kardinals

Octavio Antonio Kardinal Beras Rojas (* 16. November 1906 in Seibo, Dominikanische Republik; † 1. Dezember 1990 in Santo Domingo) war Erzbischof von Santo Domingo.

## Leben
Octavio Antonio Beras Rojas empfing nach philosophischen und theologischen Studien in Santo Domingo und Rom am 13. August 1933 das Sakrament der Priesterweihe. Anschließend arbeitete er zwei Jahre lang in seinem Heimatbistum als Gemeindeseelsorger. In den Jahren 1935 bis 1945 leitete er die Herausgabe des kirchlichen Amtsblattes sowie der Kirchenzeitung des Erzbistums Santo Domingo. Darüber hinaus arbeitete er für einen katholischen Radiosender und gründete einen katholischen Jugendverband. In den vierziger Jahren übernahm er zusätzlich die Leitung des kirchlichen Gerichtshofes und leistete Dienst als Seelsorger an der Bischofskirche.
Am 2. Mai 1945 ernannte ihn Papst Pius XII. zum Titularerzbischof von Euchaitae und Koadjutorerzbischof des Erzbistums Santo Domingo mit dem Recht der Nachfolge. Die Bischofsweihe spendete ihm der Erzbischof von San Cristóbal de la Habana, Manuel Arteaga y Betancourt, am 12. August desselben Jahres; Mitkonsekratoren waren der Bischof von Camagüey, Enrique Pérez Serantes, und der Bischof von Ponce, Aloysius Joseph Willinger CSsR.
Mit dem Tod von Erzbischof Ricardo Pittini Piussi SDB am 10. Dezember 1961 folgte Octavio Antonio Beras Rojas diesem als Erzbischof von Santo Domingo nach. Ab dem 8. Dezember 1962 versah er zusätzlich die Aufgabe des Militärbischofs für die Dominikanische Republik.
An den ersten drei Sitzungsperioden des Zweiten Vatikanischen Konzils nahm er als Konzilsvater teil.
Papst Paul VI. nahm ihn 1976 als Kardinalpriester mit der Titelkirche San Sisto in das Kardinalskollegium auf. Er nahm an den beiden Konklaven im August und Oktober des Jahres 1978 teil.
Am 15. November 1981 nahm Papst Johannes Paul II. seinen altersbedingten Rücktritt an. Am 4. April des folgenden Jahres gab er auch das Amt des Militärbischofs ab.
Octavio Antonio Beras Rojas starb am 1. Dezember 1990 in Santo Domingo und wurde in der dortigen Kathedrale beigesetzt.